# Litterial Green
Pour les articles homonymes, voir Green.
Litterial Green, né le 7 mars 1970, à Pascagoula, au Mississippi, est un ancien joueur et entraîneur américain de basket-ball. Il évolue au poste de meneur.

## Palmarès
Joueur
- McDonald's All-American 1988

Entraîneur
- Champion WBA 2004
- Entraîneur de l'année de la WBA 2004